# 静夜思

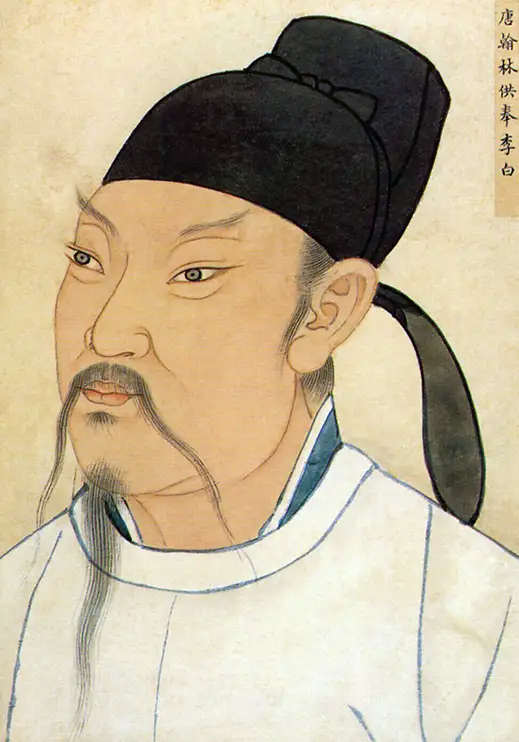
李白

静夜思（せいやし、中国語: 靜夜思）は、中国唐時代の詩人李白の五言絶句の題名である。「早発白帝城」（中国語：早發白帝城、七言絶句）などと並ぶ有名な作品。

## 原文
牀前看月光
疑是地上霜
挙頭望山月
低頭思故郷

## 書き下し文
牀前月光を看る
疑ふらくは是れ地上の霜かと
頭（こうべ）を挙げて山月を望み
頭を低れて故郷を思ふ

## 現代語訳
寝台の前に差し込む月の光を見て
地上の霜かと思った
頭を挙げては山上の月を仰ぎ
頭を垂れては故郷を思う

## 版による差異
「看月光」の部分を「明月光」、「望山月」を「望明月」としている版もある。これは詩が大衆化した明代以降、分かりやすく書き換えられたものである。現代の中国では統一小学校教科書でこちらを習うため、人気がある。

## 参照項目
- 李白
- 唐詩